# Счастливый, Геннадий Григорьевич
Геннадий Григорьевич Счастливый (5 января 1930, с. Михайловка, Вороновицкий район, Винницкая область — 26 января 2018, Киев) — советский учёный в области электромеханики и энергетического электромашиностроения, профессор, доктор технических наук, действительный член НАН Украины, действительный член Нью-Йоркской академии наук

## Биография
Геннадий Григорьевич родился 5 января 1930 года в селе Михайловка Вороновицкого района Винницкой области
В 1952 году окончил электротехнический факультет Киевского политехнического института
- С 1952 по 1954 — инженер, инженер-технолог на турбогенераторном заводе в Новосибирске
- С 1954 по 1957 — инженер на Ромненской машинно-тракторной станции, Амурской области.
- С 1957 по 1960 — аспирант Институт электротехники АН УССР
- С 1960 по 1963 — младший научный сотрудник, ведущий инженер в Институте электродинамики
- С 1963 по 1973 — старший научный сотрудник, заведующий лабораторией
- С 1974 по 1990 — заместитель директора института по научной работе
- С 1976 по 2000 — заведующий отделом моделирования машин переменного тока
- С ноября 2000 года — ведущий научный сотрудник отдела моделирования машин переменного тока

Умер 26 января 2018 года в Киеве. Похоронен вместе с женой на Байковом кладбище (участок № 33).

## Направления деятельности
Турбогенератор, гидрогенератор, энергоэффективность, моделирование процессов, диагностика, мониторинг, прогнозирование, надежность, безопасность эксплуатации.